# Frigideira
Die Frigideira (portugiesisch für Bratpfanne) ist ein brasilianisches Percussioninstrument, das in der Samba gespielt wird. 
Das Aufschlagidiophon sieht wie eine kleine Blechbratpfanne aus und wird mit einem dünnen Stahlstäbchen, einem Nylonstäbchen mit Metallkopf oder gelegentlich mit einem leiser klingenden Holzstäbchen angeschlagen. Ursprünglich handelte es sich um ein improvisiertes Instrument aus der Küche, heute werden Frigideiras eigens als Musikinstrumente hergestellt. Die Frigideira wird wie ein Tamborim gespielt; in einer Doppelversion, bei der zwei Platten an ihren Stielen gabelförmig miteinander verbunden sind, ähnelt die Spieltechnik der Doppelglocke Agogô.